# Saint-Leu-la-Forêt
Saint-Leu-la-Forêt ist eine französische Gemeinde mit 16.047 Einwohnern (Stand: 1. Januar 2022) im Département Val-d’Oise in der Region Île-de-France. Sie gehört zum Kanton Domont im Arrondissement Argenteuil.

## Geografie

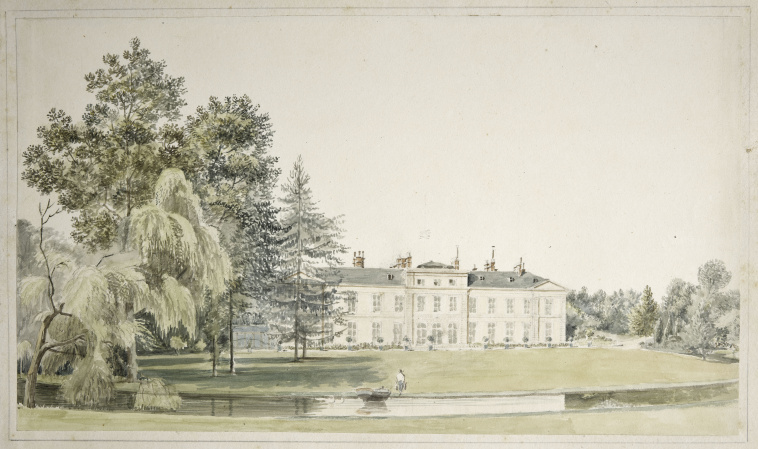
Saint-Leu – Das Untere Schloss (Château d'en bas), um 1807

Die Gemeinde mit 16.047 Einwohnern (Stand 1. Januar 2022) liegt am nordnordwestlichen Rand der Agglomeration Paris, 26 Kilometer von der Kathedrale Notre Dame und zwölf Kilometer von der Stadt Saint-Denis entfernt. Von den 524 Hektar Gemeindefläche sind 146 Hektar bewaldet.

## Geschichte
Die Herrschaft Saint-Leu-lès-Taverny ist spätestens 1479 erwähnt. Das 1645 von Charles Leclerc de Lesseville, Conseiller am Grand Conseil, als Ersatz für den abgetragenen Herrschaftssitz der Montmorency erbaute Obere Schloss ließ Louis Bonaparte, der Bruder von Napoleon Bonaparte, abreißen als er mitsamt seiner Gattin Hortense de Beauharnais das Untere Schloss bezog. Auf den zusammengelegten Anwesen wurde ein 80 Hektar großer Park angelegt. Nachdem Louis Bonaparte ins Exil gegangen war und weitere Besitzerwechsel erfolgt waren, wurde 1837 auch das Untere Schloss abgerissen. Louis wurde aber später neben zwei früh verstorbenen Söhnen in der Pfarrkirche Saint-Leu-et-Saint-Gilles beigesetzt, wo er 1803 auch seinen Vater Carlo Buonaparte hatte bestatten lassen. Die Gebeine von Carlo, dem Begründer der Dynastie Bonaparte, wurden aber 1951 feierlich in die Chapelle Impériale nach Ajaccio auf Korsika überführt.
Seit der Französischen Revolution 1789 gibt es Bürgermeister. 1790 wurde das Département Seine-et-Oise geschaffen, in dem die Ortschaft lag. Ab 1794 hieß die Gemeinde Claire-Fontaine cy-devant Saint-Leu („Claire-Fontaine vormals Saint-Leu“) oder kurz Claire-Fontaine. Mit dem Dekret vom 16. Juni 1806 wurde die Gemeinde mit Taverny zu Saint-Leu-Taverny fusioniert. Zwischen 1852 und 1870 wurde diese in Napoléon-Saint-Leu-Taverny umbenannt. Im Oktober 1915 wurden die Gemeinden wieder eigenständig und Saint-Leu-la-Forêt erhielt seinen heutigen Namen. Durch Aufteilung des Départements liegt es seit 1968 im neuen Département Val-d’Oise.

## Bevölkerungsentwicklung
| Jahr      | 1793  | 1800  | 1821  | 1831  | 1841  | 1851  | 1861  | 1872  | 1881  | 1891  | 1901  | 1921  | 1931  | 1946  | 1962  | 1975  | 1990   | 2006   | 2016   | 2021   |
| --------- | ----- | ----- | ----- | ----- | ----- | ----- | ----- | ----- | ----- | ----- | ----- | ----- | ----- | ----- | ----- | ----- | ------ | ------ | ------ | ------ |
| Einwohner | 1.170 | 1.172 | 2.535 | 1.182 | 1.219 | 1.312 | 1.568 | 1.630 | 1.899 | 2.421 | 3.156 | 4.680 | 6.308 | 6.607 | 8.802 | 9.664 | 14.489 | 14.586 | 15.597 | 15.979 |

## Sehenswürdigkeiten
- Kapelle Sainte-Geneviève, erbaut 14. bis 17. Jahrhundert
- Pfarrkirche Saint-Leu-Saint-Gilles, erbaut 1851
- Château de la Chaumette, erbaut 1869

## Städtepartnerschaften
- Wendlingen am Neckar, Baden-Württemberg, seit 1988
- Culcheth, England

## Persönlichkeiten
- Louis Velle (1926–2023), Schauspieler und Drehbuchautor
- Claire Voisin (* 1962), Mathematikerin
- Alexandre Alphonse (* 1982), Fußballspieler